# Denktank
Een denktank is een organisatie van adviseurs, wetenschappers of commentatoren die zich in een bepaald onderwerp verdiepen en daarover publiceren. Denktanks focussen op maatschappelijke en politieke problemen en formuleren adviezen over mogelijke oplossingen. Officieel zijn ze onafhankelijk - in tegenstelling tot belangenorganisaties zoals werkgeversorganisaties, vakbonden en ngo’s hebben ze doorgaans geen leden - maar kunnen wel een instrument zijn van een ideologische strekking of maatschappelijke groep. Zo bleken sommige Amerikaanse denktanks in het politieke debat gefinancierd door bedrijven uit de defensiesector.
Denktanks zijn dikwijls gelieerd aan een politieke partij (in Nederland worden die wetenschappelijk bureau genoemd) maar ongebonden bij formuleren van hun standpunten. In Brussel zijn verscheidene denktanks gevestigd om te lobbyen bij de Europese Unie. In de Amerikaanse politiek bepalen denktanks in sterke mate de politieke koers. Sinds 1989 publiceert TTCSP, een onderzoeksgroep van de Universiteit van Pennsylvania, een jaarlijkse lijst 's werelds meest invloedrijke denktanks waarin er in 2019 60 Belgische en 83 Nederlandse waren opgenomen.

## Financiering
De financiering van denktanks kan bestaan uit overheidssubsidies, donaties van bedrijven, filantropische organisaties, belangengroepen of vermogende individuen, en inkomsten uit consultancy, abonnementen, de verkoop van onderzoeksrapporten, of het organiseren van evenementen. 
Om het risico van beïnvloeding door financiers te verminderen en de integriteit van denktankonderzoek te waarborgen, is transparantie van cruciaal belang, evenals ethische richtlijnen en beleidsmaatregelen om de onafhankelijkheid van het onderzoeksteam te waarborgen. Organisaties zoals Transparency International, Brookings Institution of het door Open Society Foundations gefinancierde Transparify peilen naar de transparantie in de financiering van denktanks, en publiceren daarover rapporten. Binnen de Europese Unie heeft de denktankkoepel European Policy Institutes Network (EPIN) een overzicht, in het Verenigd Koninkrijk voerde openDemocracy onderzoek.

## België
- Bruegel[6]
- Egmont
- Furia
- In de Warande
- Itinera Institute
- Liberales
- Libera!
- Logia
- Minerva
- Oikos
- Paviagroep
- Reset Vlaanderen[7]

Zie voor denktanks van politieke partijen Studiedienst

## Nederland
- Edmund Burke Stichting
- Nationale Denktank
- Public SPACE Foundation
- Stichting Waterland
- Wetenschappelijke Raad voor het Regeringsbeleid

Zie voor denktanks van politieke partijen Wetenschappelijk bureau

## Europese Unie
- European Centre for Development Policy Management
- European Institute of Public Administration
- Centre for European Policy Studies
- Instituut voor veiligheidsstudies van de Europese Unie
- European Policy Institutes Network (EPIN), koepel van tientallen denktanks in de EU.

## Verenigde Staten
- American Enterprise Institute
- Project for the New American Century
- RAND Corporation
- The Jamestown Foundation
- Cato Institute

## Canada
- Fraser Institute
- Conference Board of Canada
- C.D. Howe Institute

## Internationaal
- Club van Rome met projecten zoals de Trans-Mediterranean Renewable Energy Cooperation
- Open Europe
- Transnational Institute
- Den Haag Centrum voor Strategische Studies
- The Hague Institute for Global Justice
- Chinese Academy of Social Sciences[8]
- Internationaal Instituut voor Strategische Studies